# Salicylsäure-2-ethylhexylester
Salicylsäure-2-ethylhexylester (2-Ethylhexylsalicylat, Octylsalicylat, Octisalate) ist ein Ester der Salicylsäure mit 2-Ethylhexanol, der als UV-Filter in Sonnenschutzmitteln Verwendung findet. Der Salicylsäure-Rest ist für die UV-Absorption, der hydrophobe 2-Ethylhexyl-Rest für die Wasserfestigkeit in dermatologischen und kosmetischen Zubereitungen verantwortlich. Octisalate ist ein schwacher UVB-Absorber mit einem Absorptionsmaximum bei 305 nm und wird meist in Kombinationen mit anderen UV-Filtern eingesetzt.

## Isomere
Von Salicylsäure-2-ethylhexylester existieren zwei stereoisomeren Formen, (S)- und (R)-Salicylsäure-2-ethylhexylester, die meist als 1:1-Gemisch (Racemat) verwendet werden.
| Isomere von Salicylsäure-2-ethylhexylester |                                                         |                                                         |
| Name                                       | (S)-Salicylsäure-2-ethylhexylester                      | (R)-Salicylsäure-2-ethylhexylester                      |
| Andere Namen                               | (S)-2-Ethylhexylsalicylat                               | (R)-2-Ethylhexylsalicylat                               |
| Strukturformel                             | Strukturformel von (S)-2-Salicylsäure-2-ethylhexylester | Strukturformel von (R)-2-Salicylsäure-2-ethylhexylester |

## Darstellung
Salicylsäure-2-ethylhexylester wird als Racemat bei der Veresterung von Salicylsäure mit (RS)-2-Ethylhexanol in Gegenwart von konzentrierter Schwefelsäure erhalten.
Die Umesterung von Salicylsäuremethylester mit (RS)-2-Ethylhexanol unter basischer Katalyse, z. B. mit Natriumhydroxid bzw. mit Zinn(II)-oxalat, Dibutylzinndilaurat oder Tetraisopropylorthotitanat liefert racemisches Octylsalicylat in Ausbeuten über 90 %.

## Eigenschaften
Salicylsäure-2-ethylhexylester ist eine klare, farblose Flüssigkeit von schwach blumigem Geruch, die in Wasser und anderen polaren Lösungsmitteln unlöslich ist. In Propylencarbonat, Dipropylenglycol, Tripropylenglycol sowie deren Ether ist Octylsalicylat gut löslich.
In unpolaren Lösungsmitteln und Ölen, wie sie zur Formulierung von Sonnenschutzmitteln verwendet werden, ist Octylsalicylat gut löslich. Andere UV-Filter, wie z. B. Avobenzon, Enzacamen, Oxybenzon oder Ethylhexyltriazon werden von Octylsalicylat gelöst.
In einer japanischen in vitro-Studie wurde eine schwache östrogene Aktivität von Octylsalicylat festgestellt. Zur Reproduktionstoxizität und Entwicklungstoxizität von Octylsalicylat liegen keine gesicherten Daten vor. Von einer dänischen Autorengruppe wurde an einer Patientin eine Kontaktallergie durch Einwirkung von Octylsalicylat festgestellt.
Octylsalicylat wird von Menschen über die Haut aufgenommen. Die Ausscheidung erfolgt in Form verschiedener Metaboliten, darunter das Esterspaltprodukt Salicylsäure und ihr Folgemetabolit Salicylursäure, sowie mehrere oxidierte Metaboliten mit intaktem Octylsalicylat-Grundgerüst.

## Verwendung
Mit einem spezifischen Extinktionskoeffizienten von ca. 180 beim Absorptionsmaximum von 305 nm stellt 2-Ethylhexylsalicylat einen schwachen UVB-Absorber dar, der in Kombinationen mit anderen UV-Filtern in Sonnenschutzmitteln Verwendung findet. Mit dem gängigen Breitspektrum (280–320 nm)-UVB-Filter Octinoxat (Octylmethoxycinnamat) ergeben sich synergistische Wirkungen mit einer signifikanten Erhöhung des Lichtschutzfaktors (englisch SPF booster). Octylsalicylat wird in Sonnenschutzmitteln in Konzentrationen bis 5 % (in Japan bis 10 %) eingesetzt.
Salicylsäure-2-ethylhexylester ist in den USA als UV-Filter zugelassen und wird u. a. von Ashland Inc. (unter dem Markennamen Escalol® 587), DSM (Parsol®EHS), Merck Millipore (Eusolex® OS) und Symrise (Neo Heliopan® OS) hergestellt.

## Sicherheitshinweise
2-Ethylhexylsalicylat wurde 2018 von der EU gemäß der Verordnung (EG) Nr. 1907/2006 (REACH) im Rahmen der Stoffbewertung in den fortlaufenden Aktionsplan der Gemeinschaft (CoRAP) aufgenommen. Hierbei werden die Auswirkungen des Stoffs auf die menschliche Gesundheit bzw. die Umwelt neu bewertet und ggf. Folgemaßnahmen eingeleitet. Ursächlich für die Aufnahme von 2-Ethylhexylsalicylat waren die Besorgnisse bezüglich als potentieller endokriner Disruptor. Die Neubewertung wurde zurückgezogen, da eine parallel begonnenen Überprüfungsentscheidung EC 204-263-4 CCH-D-2114387555-36- 0L/F vom 13. März 2018 bereits die Frage der endokrinen Disruption untersuchen wird.